# Hatoyama Yukio
Hatoyama Yukio (Nhật: 鳩山 由紀夫 (Cưu Sơn Do Kỷ Phu) sinh 11 tháng 2 năm 1947) là Chủ tịch Đảng Dân chủ và là đại biểu của khu bầu cử số 9 ở Hokkaido trong Hạ viện Nhật Bản. Sau khi đảng của ông giành thắng lợi áp đảo trong cuộc bầu cử Hạ viện vào cuối tháng 8 năm 2009, ông Hatoyama trở thành Thủ tướng Nhật Bản từ ngày 16 tháng 9.

## Xuất thân
Hatoyama Yukio xuất thân trong một gia đình danh giá. Ông nội của ông là Hatoyama Ichirō, Thủ tướng Nhật Bản thời kỳ 1954-1956 và là một trong người sáng lập ra Đảng Dân chủ Tự do. Ông ngoại của ông là Ishibashi Shujiro, người sáng lập Công ty Bridgestone. Cha của ông, Hatoyama Iichiro từng là Bộ trưởng Bộ Ngoại giao. Người anh trai của ông, Hatoyama Kunio, cũng là một chính trị gia nổi tiếng ở Nhật Bản và là Bộ trưởng Bộ Tư pháp trong nội các của Abe Shinzo và Fukuda Yasuo, Bộ trưởng Bộ Tổng hợp trong nội các của Aso Taro cho đến ngày 12 tháng 6 năm 2009.
Trước khi trở thành chính trị gia, Hatoyama Yukio từng là giảng viên của Đại học Công nghệ Tokyo và Đại học Senshu. Ông học đại học ở Đại học Tokyo và lấy bằng tiến sĩ cơ khí tại Đại học Stanford.

## Sự nghiệp chính trị
Năm 1986, Hatoyama với tư cách là đại diện của Đảng Dân chủ Tự do trở thành nghị sĩ Hạ nghị viện. Năm 1993, Hatoyama cùng một số đảng viên khác của đảng này rút khỏi đảng và thành lập Shinto Sakigake. Sau đó, đến năm 1996, Hatoyama cùng Kan Naoto rút khỏi Shinto Sakigake để thành lập Đảng Dân chủ. Cuộc vận động thành lập đảng mới tốn hàng tỷ yên nhưng được mẹ của Hatoyama tài trợ.
Năm 1999, Hatoyama trở thành Chủ tịch Đảng Dân chủ và là lãnh đạo phe đối lập trong Quốc hội. Năm 2002, ông từ chức do những rắc rối xung quanh việc sáp nhập Đảng Dân chủ với Đảng Tự do. Ông làm Tổng Thư ký Đảng Dân chủ cho đến khi quay trở lại làm Chủ tịch Đảng vào tháng 5 năm 2009.
Ngày 8 tháng 6 năm 2010, ông Hatoyama quyết định từ chức vì đã không thực hiện được cam kết di dời căn cứ quân sự Futenma của Hoa Kỳ ra khỏi đảo Okinawa.

## Hình ảnh

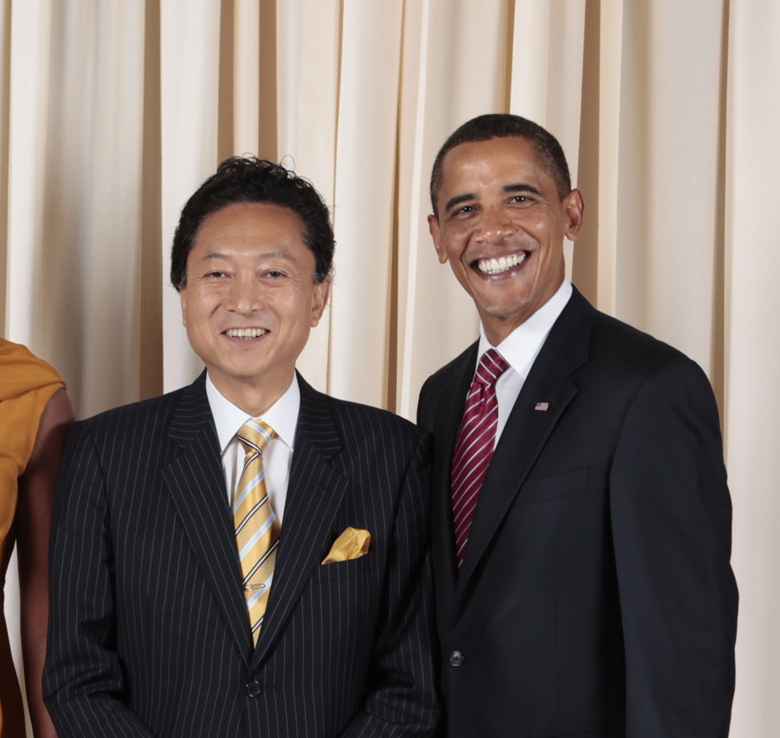
Hatoyama và Barack Obama tại Viện bảo tàng Mỹ thuật Metropolitan, 23 tháng 9 năm 2009.
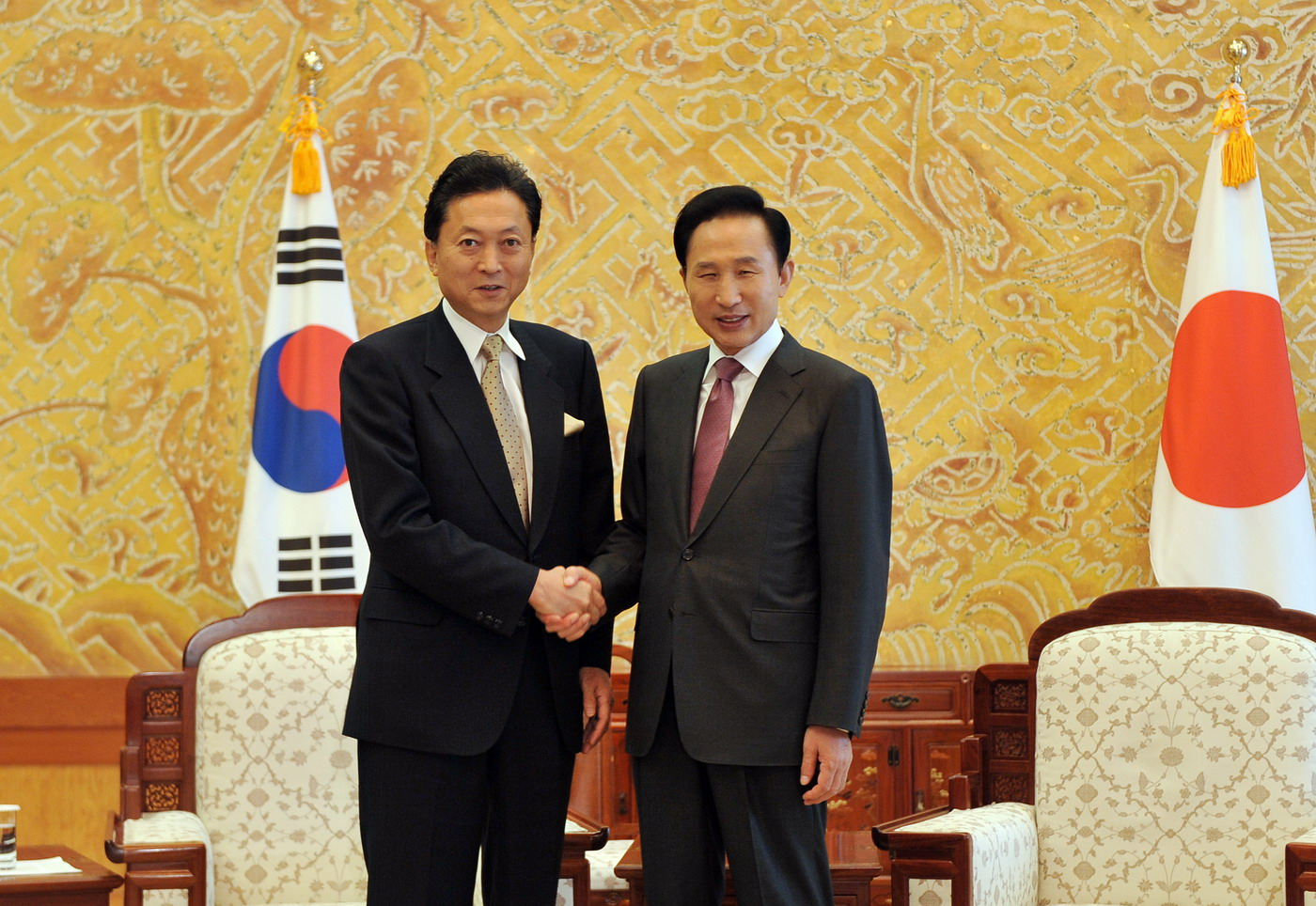
Hatoyama và Lee Myung-bak tại Cheong Wa Dae , Hàn Quốc, 9 tháng 10 năm 2009.
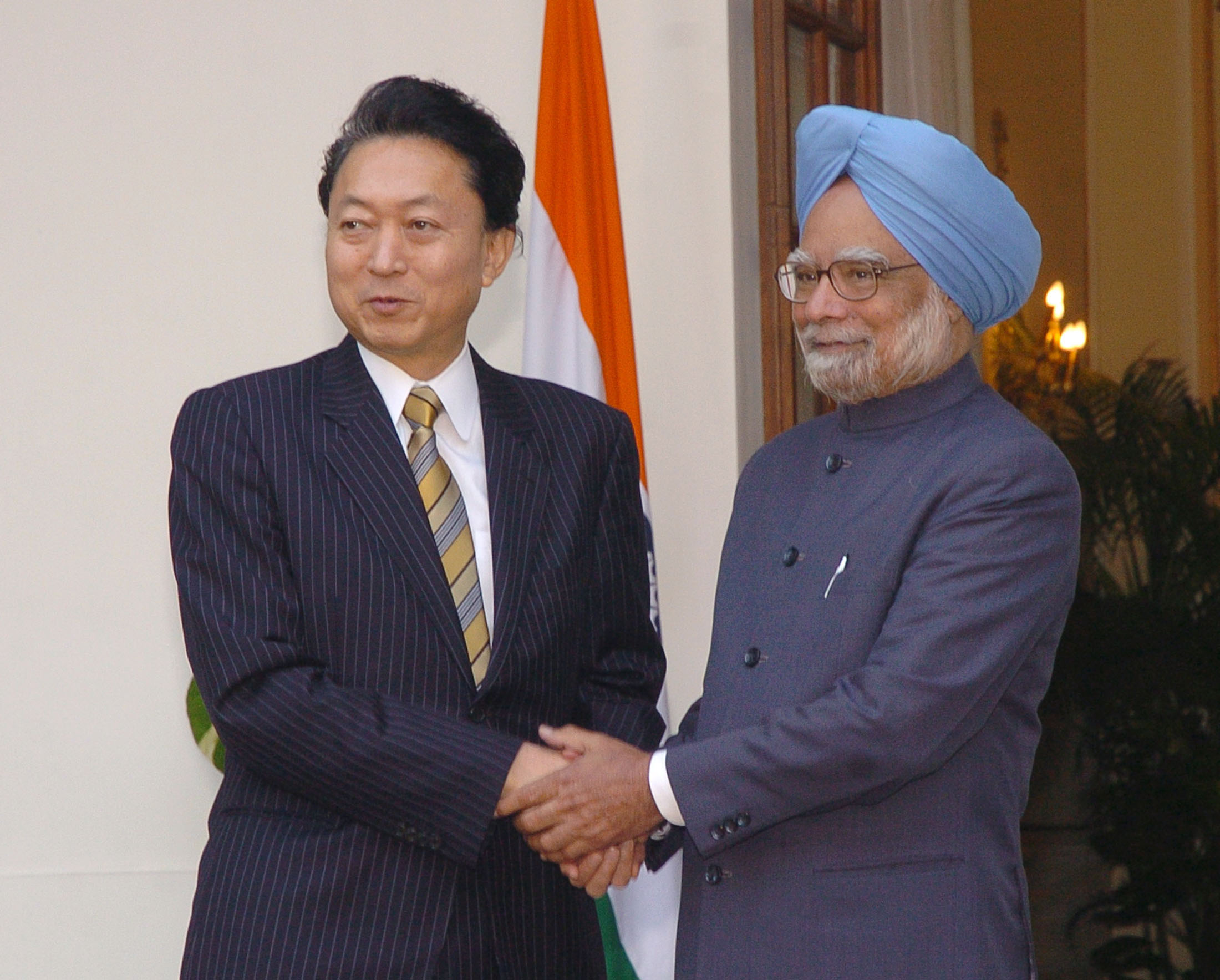
Hatoyama và Manmohan Singh tại New Delhi năm 2009.
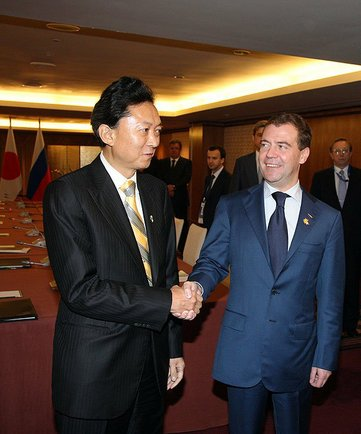
Hatoyama và Dmitry Medvedev ở APEC Singapore ngày 15 tháng 11 năm 2009.
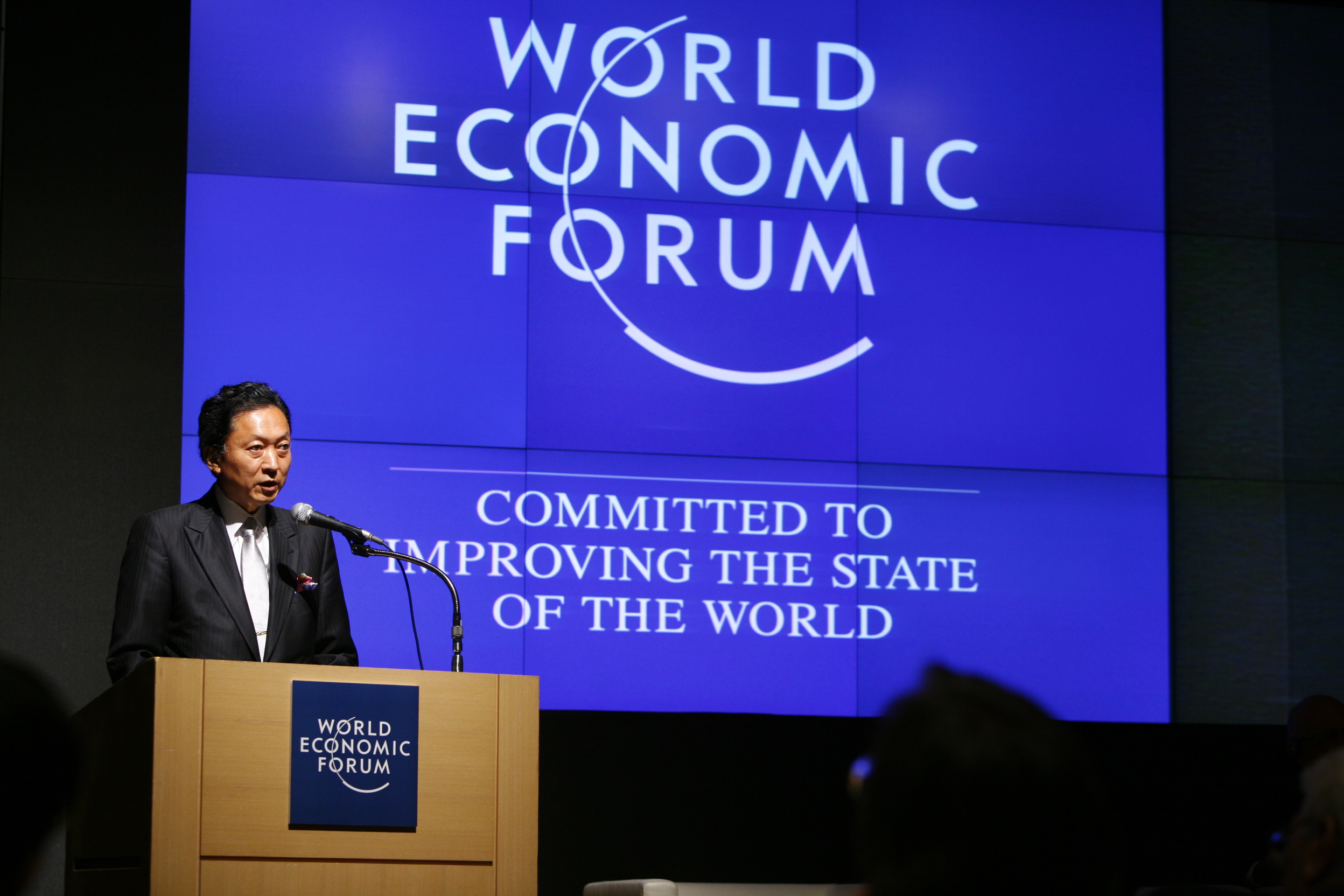
Hatoyama tại Diễn đàn Kinh tế thế giới ở Tokyo năm 2009.
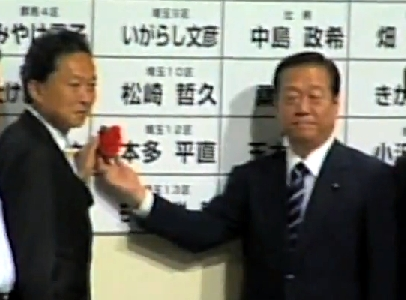
Yukio Hatoyama và Ozawa Ichiro, 30 tháng 8 năm 2009.